# Halo: The Flood
『Halo: The Flood』 （ヘイロー：ザ　フラッド）はHALOシリーズを題材としてノベライズされた小説である。
出版されたのは2003年4月1日で、著者はウィリアム・C・ディーツ（William C Dietz）。また、2010年10月12日に新装版が出版されている。
シリーズ第1作『Halo: Combat Evolved』をノベライズした作品である。ただしゲームとは異なり、主人公マスターチーフだけではなく、海兵隊員やコヴナントの視点からも描かれている。

## 作品概要
西暦2552年、人類は複数の宇宙人種族からなる宗教同盟「コヴナント」との長きにわたる戦争の只中にあった。同年7月、ついにコヴナントによって地球最終防衛拠点である惑星リーチへの侵攻が始まる。8月30日、オータムはあるスパルタンからパッケージを受け取り、彼の援護の下、陥落寸前のリーチから脱出。『コール議定書』に基づき、ブラインドジャンプを実行する。
Prologue
マスターチーフを覚醒させるため、技術仕官がクリオルームに向かう。そのころ、オータムを追撃しているコヴナント艦の艦長Orna'Fulsameeは配下の部隊をオータムに突入させる指令を出す。
Section1 Pillar of Autumn
Section2 Halo
Section3 The Silent Cartographer
Section4 343 Guilty Spark
Section5 Two Betrayals
Section6 The Maw

## キャラクター
- UNSC

Master Chief（マスターチーフ）
Cortana（コルタナ）
UNSC第5世代AI。マスターチーフの相棒で、ゲーム中ではおもにサポート役である。
Captain Jacob Keyes（キース艦長）
戦艦オータムの艦長で階級は大佐。優れた判断能力と戦術でコヴナントと戦ってきた。スパルタンの候補となる子供の誘拐に少なからず関与しており、長い間良心の呵責に苦しんでいた。フラッドに寄生された後も意識を保っており、フラッドによる尋問に長く耐えていたが、最終的に吸収され死亡する。ロックは嫌い。
Sergeant Avery Junior Johnson（エイブリー・ジョンソン軍曹）
非常に長い軍歴を持つタフガイ。キース達とともに、ヘイローの施設を捜索中にフラッドに襲われる。ゲームでは一切理由が語られないが、『Halo: First Strike』によれば、プラズマグレネードを使用した際に被爆し、神経に異常が生じたことが、フラッドに寄生されず生き残れた理由ではないかとDr.Halseyが推測している。ゲームを難易度レジェンドでクリアするとエンディングで彼の死を確認できるが、小説にはそのような記述はない。
Major Antonio Silva
ODST隊員でキース艦長不在の元ではUNSCの指揮を執った。有能な指揮官だが、過去に起きたあるスパルタンとODST隊員の乱闘事件を根に持っており、また特殊部隊としての僻みからマスターチーフに対し敵対的な言動を取る。自身やODSTの栄光のために、フラッドで汚染されたTruth and Reconciliationを地球に持ち帰ろうとし、WellsleyやMcKayと対立。最終的にTruth and Reconciliationの爆発に巻き込まれ死亡した。
First Lieutenant Melissa McKay
ODST隊員でSilvaの補佐を勤める。彼女も部下思いで優秀な指揮官だが、スパルタンに対する偏見や名誉欲はない。Silvaがコール議定書を無視し、Truth and Reconciliationを地球に持ち帰ろうとしたときにはWellsleyとともに反対、船の動力パイプを破壊することで自らの命と引き換えに、これを阻止した。
Wellsley
Silvaが利用するUNSCのクラスCのAI。コルタナのように汎用性はないが軍事作戦に特化された機能を持つ。性別は男性に設定されている。
Private Wallance A Jenkins（ウォレス・ジェンキンス兵卒）
もともとは出世して偉くなるために軍に入隊したのだが、皮肉なことに、惑星ハーベストの戦いから27年たった今でも兵卒のままである。彼に寄生したフラッドは長い封印により弱っていたので、寄生された後もある程度の体の自由と意識を保つことができた。McKeyに捕獲された後、Silvaにフラッドの襲撃を伝え、彼らを救う。
Flight Officer Captain Carol Rawley
コールサインはFoehammer（フォーハマー）。降下艇Echo419の操縦を担当する。背が高く肩幅の広い女性と描写されている。オータムから脱出するマスターチーフを救出に向かう途中、バンシーに襲撃され死亡する。
Sergeant Mouto Marvin
もう一人のリクレイマーとして、チーフより先にギルティスパークによってライブラリに連れて行かれる。彼がフラッドに殺害されたことで、ギルティスパークはチーフに会いに来たと考えられる。かなり深くまで進んでおり、チーフの賞賛される。
- コヴナント

Special Ops Officer Zuka'Zamamee
エリート。ヘイローに不時着しようとするオータム内での戦闘で、マスターチーフによって負傷する。Yayapにより一命を取り留めるが、これ以降チーフに対して復讐を企てるようになる。エンジンルームから脱出するチーフをエレベーターで待ち伏せていたが返り討ちにあい、グレネードによって死亡する。
Yayap
グラント。戦艦オータムの中での戦闘で、負傷した'Zamameeを救出した（戦場から逃れるためではあったが）ことにより彼の部隊に異動する。グラントにしては非常に賢く、（必要があれば）エリートを騙したりする。
- フォアランナー

343 Guilty Spark（343ギルティスパーク）
フォアランナーによって作られたInstallation04（ヘイロー）の管理ユニット。長い期間一人でいたため、「私は天才だ」などとおかしな言動をする。彼の言動に嫌気のさしたチーフは、このとき「俺は海軍准将だ」と応じている。フラッドの駆除において、当初は友好的であったが、チーフがヘイローの本当の機能を知った後は敵として行動する。チーフのこともMouto Marvinのこともリクレイマーと呼んでいるため、個人個人を識別してはいないようである。
- 生存者

Master Chief
Cortana
Sergeant Avery Junior Johnson
Lieutenant Haverson
ONI職員。
Petty Warrant Officer Shiera Polaski
Corporal Locklear
ODST隊員。
Linda-058（リンダ-058）
Spartan-II。医学的には死んでいるので生存者とはいえないかもしれない。ただし2556年（『Halo 5:）にはチーフらブルーチームと合流している。
Sergeant Stacker

## 用語
人類
私たち人間のこと。23世紀にショウ・フジカワエンジンを完成させ、超高速移動が可能になった。それ以降数多くの惑星に入植していく。しかし2525年にコブナントと会戦して以来、人口や生息域は急速に減少している。
UNSC
United Nation Space Command（国連宇宙司令部）の略称。軍事部門だけでなく、行政部門も取り仕切る。
Pillar of Autumn（戦艦オータム）
UNSC所属のハルシオン級巡洋艦。この当時かなり古く、惑星リーチで改装されていた。新型のMCガンを装備しており、キース艦長の能力もあいまってコヴナント艦に対して大きな戦果を挙げていた。
コヴナント
人類が初めて接触した地球外生命体。複数の宇宙人種族からなる宗教同盟で、「コブナント」はその同盟の名前。厳格なカースト制度が存在する。人類よりもはるかに進んだ技術力を持ち、2525年の惑星ハーベストでの会戦以降人類を圧倒している。
サンシューム
UNSCから「プロフェット」と呼称されている種族。コブナントのカースト制の最高位に位置する。特に要職についていない個体にも、エリート族は最高の敬意を払わなければならない。『Halo: Combat Evolved』の時点ではこの種族について詳しいことはわかっていない。
サンヘイリ
UNSCから「エリート」と呼称されている種族。コヴナントの軍事部門を担当している。勇猛果敢で人類より優れた身体能力を持つ。また彼らが着用しているアーマーにはエネルギーシールドが備わっており、これが作動している間はダメージを与えられない。このことも彼らを倒すことを難しくしている。彼らのアーマーはフォアランナーの技術を基に作られたこと、ミョルニルアーマーのほうが優れていることが作中で言及されている。また、彼ら自身の社会は封建的、家長的であり階級は絶対のもの。形式を非常に重んじ、もし相手が軍服を正しく着用していないものなら厳しく追及する。
レクゴロ
UNSCから「ハンター」と呼称されている種族。常に二対一組で行動する。シリーズを重ねるごとに強く大柄になっていくが、『Halo: Combat Evolved』ではハンドガンで簡単に倒すことができる。外見は人型をしているが、実際はミミズ状の生き物が複数集まったものである。ただし思考するときは、一つの生命体として行っているようである。
キグヤー
UNSCから「ジャッカル」と呼称されている種族。鳥のような外観をしている。ゲーム中では一切言葉を口にすることはないが、小説では言語を解し、会話をしている描写がある。
アンゴイ
UNSCから「グラント」と呼称されている種族。コヴナントのカースト制度の中で最下層に位置している。知能はあまり高くなく、マスターチーフにはしゃべる犬並みと思われている。普段はエリートに率いられていたり、集団でいることが多い。母星は大気中にメタンが豊富な冷涼な気候で、グラントは湿地帯の周辺に生息している。また、彼らの食料は人間にとってはいい匂いではないようである。
Truth and Reconciliation
キース艦長が捕らわれていたコブナント艦。オータムによる攻撃を受け、ヘイローで修理中だった。
フォアランナー
太古に滅んだ種族。コヴナント以上の非常に優れた技術力を持っていたが、フラッドとの戦いで全滅する。
Installation04（ヘイロー）
コブナントが「聖なるリング」と呼ぶ大型の環状構造体。直径は地球とほぼ同等。コブナントはこのリングから「大いなる旅立ち」が始まると考えており、リングを人間の穢れから守るために執拗に攻撃を加えてくる。だが実際は、「大いなる旅立ち」を始めるための物ではなく、フォアランナーがフラッドを研究、保管するために建造した施設である。また、天の川銀河に合計7つ設置されており、すべてを同時に起動することで銀河系規模の破壊を引き起こすことができるという大量破壊兵器としての一面も持つ。フラッドとの戦いで万策尽きたフォアランナーは、ヘイローを起動し絶滅した。
Flood（フラッド）
太古から存在する寄生生命体。フォアランナーが絶滅した遠因でもある。食料となるものがあると爆発的な速度で増殖し、知的生命体に寄生すると、宿主の体の自由と知識を奪い、さらに増殖する。主な形態は以下の四つ。
Infection Form
直径は１mほどで、タコのような姿をしている形態。集団で獲物に襲いかかり、対象が知的生命体の場合は脊髄に触手を突き刺し、相手の肉体と知識を奪う。寄生されたホストは絶命し、グロテスクな外見になる。ちょっとした衝撃で破裂するが、触手は非常に頑丈で、シールドが機能していない状態のミョルニルアーマーを突き通すことができる。
Combat Form
生命体がInfection Formに寄生されて変位した姿。非常に強靱な肉体になっている。また、宿主の知識を得ているため、武器を使用したり、船舶を運用することさえできる。加えて、肉体が急激に変化したためか、体はスポンジ状になっておりスナイパーライフルでさえ効果が無い。
Career Form
Grave Mind